# 穂波経度
穂波 経度（ほなみ つねのり）は、幕末の公家、明治期の官僚・政治家。元老院議官、錦鶏間祗候。

## 経歴
山城国京都で、左中弁・勧修寺顕彰の二男として生まれ、穂波経治の養子となる。嘉永3年12月17日（1851年1月18日）に元服し昇殿を許され伊勢権介に任じられ、嘉永4年1月18日（1851年2月18日）右京大夫となる。
安政5年（1858年）廷臣八十八卿列参事件に加わり、慶応2年8月（1866年）朝廷刷新の二二卿建議（廷臣二十二卿列参事件）に加わった。慶応3年3月（1867年）国事御用掛となり、さらに書記役並諸藩応接掛を務めた。鳥羽・伏見の戦いが起こり伏見表戦場使番役に任じられ、参与助役、錦旗奉行を歴任。戊辰戦争に大総督府参謀として各地を転戦した。明治元年12月19日（1869年1月31日）民部卿に就任。明治2年3月6日（1869年4月17日）兵部省兵学寮御用掛・兵学権頭相当に転じ、明治4年3月22日（1871年5月11日）まで在任。明治2年6月2日（1869年7月10日）戊辰の戦功により賞典禄100石を永世下賜された。1876年6月30日に隠居し、長男経藤が家督を継いだ。
1879年12月22日、工部省御用掛に就任し、以後、皇居御造営御用掛、宮内省御用掛、兼皇居御造営事務局御用掛、吹上浜御苑勤番などを歴任。1886年2月5日、非職となり、1889年2月4日に非職満期。同年9月18日、宸翰掛・御製取調専務に就任。
1890年6月12日、元老院議官となり、同年10月20日の廃止まで在任し非職、同日、錦鶏間祗候を仰せ付けられた。
1905年6月6日、飛鳥井家の戸籍法違反事件に関わったことで華族の礼遇が停止となり、従二位返上を命じられ、同月16日に勲五等を褫奪された。

## 系譜

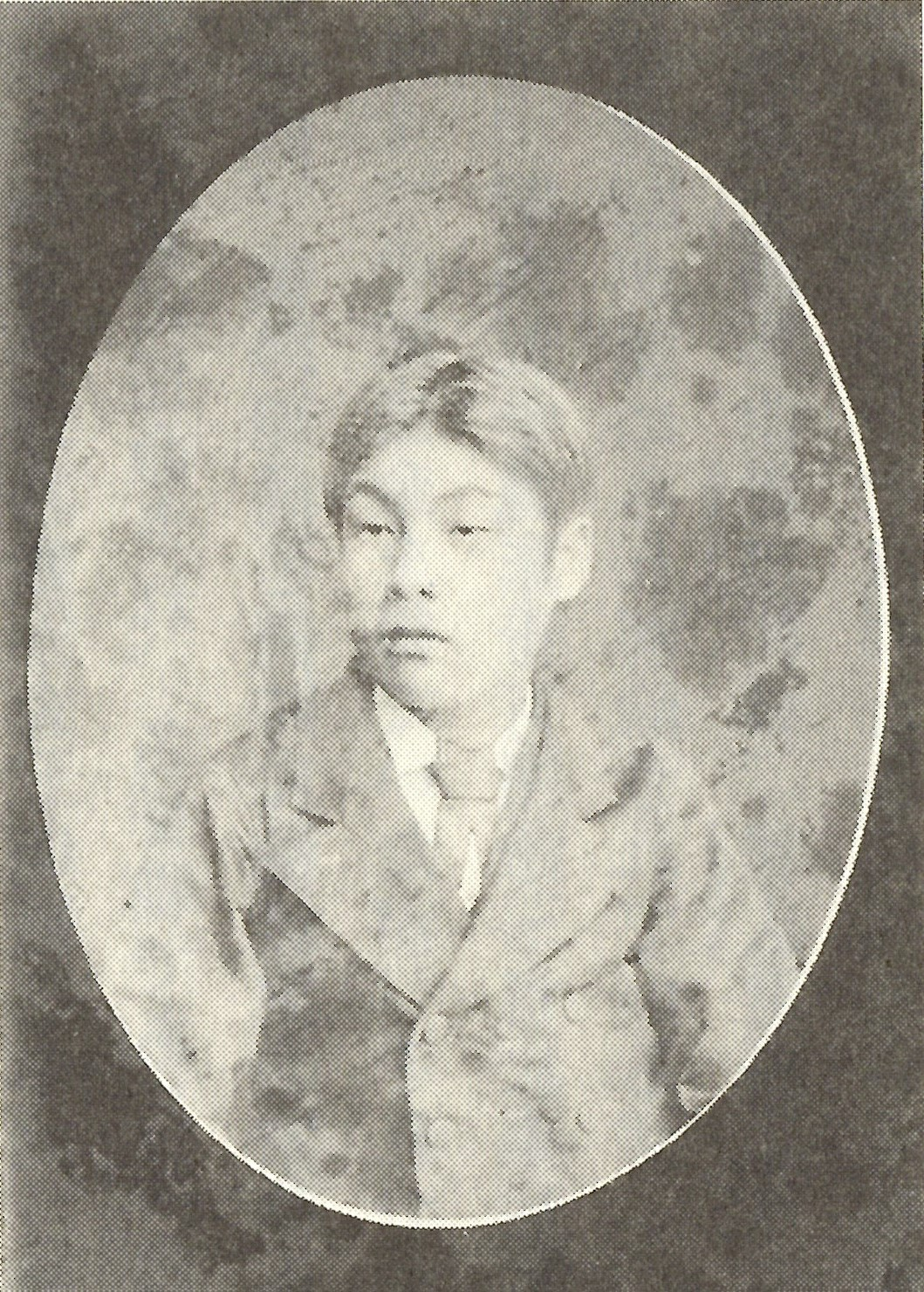
息子・穂波経藤

- 父：勧修寺顕彰（1815-1861）
- 母：不詳
- 養父：穂波経治
- 妻：不詳
  - 男子：穂波経藤
  - 男子：河田景延